# Muse Dalbray
Georgette Céline Corsin dite Muse Dalbray, née le 14 mars 1903 dans le 19e arrondissement de Paris et morte le 29 janvier 1998 dans le 13e arrondissement de Paris, est une comédienne et une dramaturge française.

## Biographie
Muse Dalbray naît en 1903 dans le quartier de Belleville à Paris dans une famille modeste. Enfant, on la surnommait "vingt ans après" car elle remplaçait pour ses parents un frère aîné mort accidentellement.

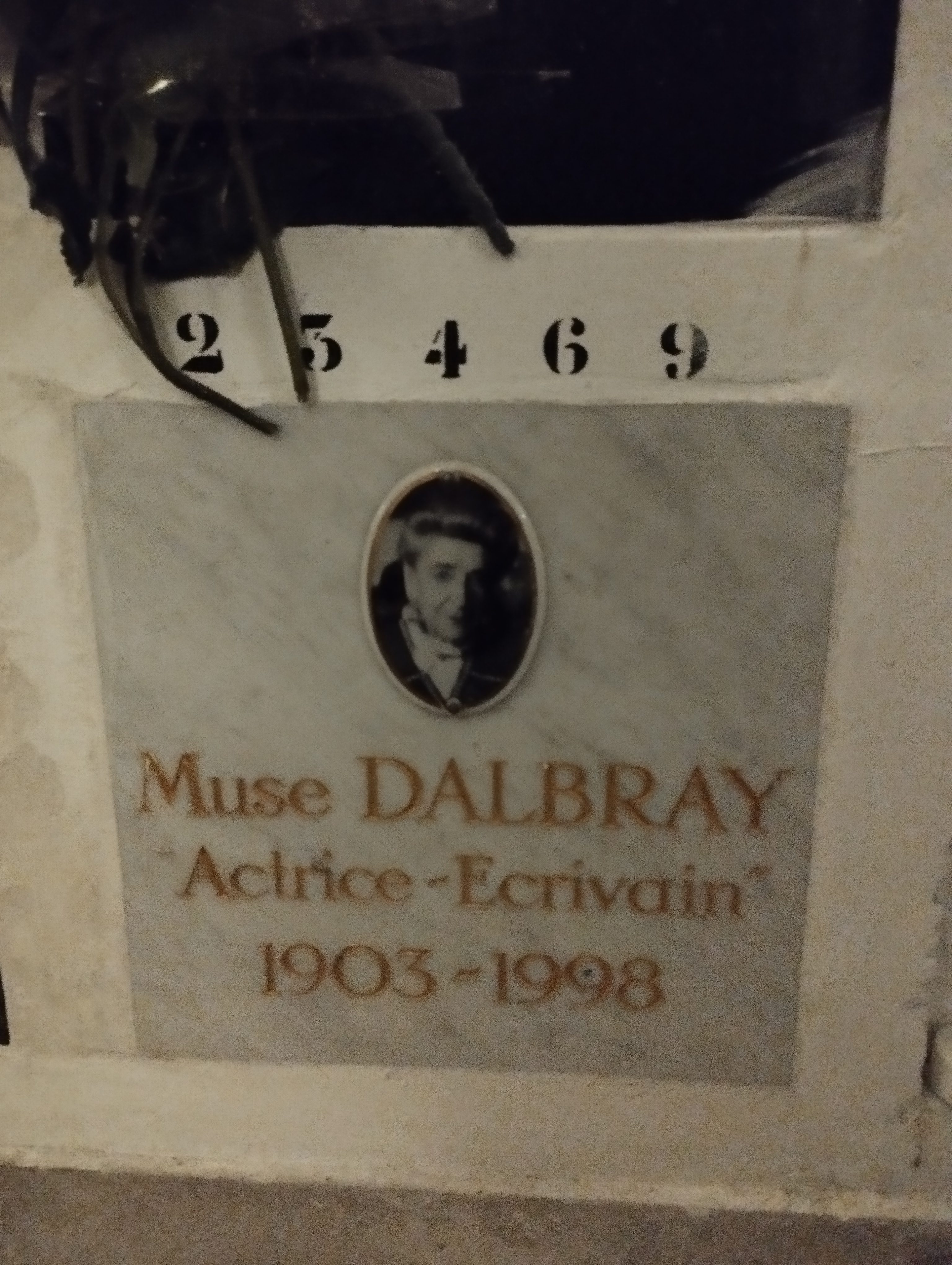
Tombe de Muse Dalbray au columbarium du Père-Lachaise (division 87, case n° 23 469).

Elle débute dans l'Aiglon d'Edmond Rostand en 1923. Elle rencontre son compagnon Tristan Sévère que Gaston Baty qualifiait de "plus bel homme de Paris", avec lequel elle crée en 1932 une troupe théâtrale appelée le Théâtre de la Paix qui jusqu'en 1939 parcourt la France en jouant des pièces pacifistes de Henri Decoin et Marcel Pagnol. Elle fréquente également le groupe anarchiste d'Aimargues, où elle est hébergée chez André Guiraud durant la Seconde Guerre mondiale.
Elle enregistre une cinquantaine de disques littéraires ou pour les enfants.
Elle a écrit plusieurs livres, souvent avec son mari, le comédien Tristan Sévère.
Au cours d'un entretien radiophonique avec Jacques Chancel, elle explique l'origine de son prénom atypique. À sa naissance, son père a soixante-deux ans et sa mère en a quarante-cinq ; une de ses cousines aurait alors dit à son père qui écrit des poèmes : « si c'est une fille, tu l'appelleras Muse, elle t'inspirera ».
Elle est inhumée au columbarium du Père-Lachaise (division 87, case n° 23 469).

## Théâtre
- 1923 : L'Aiglon, d'Edmond Rostand
- 1933 : Crime et Châtiment, d'après Fiodor Dostoïevski, mise en scène de Gaston Baty, Théâtre Montparnasse
- 1947 : L'Invitation au château, de Jean Anouilh, mise en scène d'André Barsacq, Théâtre de l'Atelier

## Filmographie

### Cinéma
- 1936 : La vie est à nous, de Jean Renoir : une chômeuse
- 1950 : Studio à louer de Jean-Louis Bouquet : une dame
- 1969 : Madly, de Roger Kahane
- 1971 : Macédoine (Opération Macédoine), de Jacques Scandelari
- 1972 : Nous ne vieillirons pas ensemble, de Maurice Pialat : la grand-mère de Catherine
- 1982 : Les Princes, de Tony Gatlif : la grand-mère
- 1988 : Suivez cet avion, de Patrice Ambard
- 1989 : À deux minutes près, d'Éric Le Hung
- 1999 : Je suis né d'une cigogne, de Tony Gatlif

### Télévision
- 1970 : Tout spliques étaient les Borogoves, téléfilm de Daniel Lecomte : la grand-mère de Jean-Loup
- 1972 : Le Sagouin, téléfilm adapté par Serge Moati : La Baronne de Cernès
- 1974 : Le Pain noir, feuilleton télévisé de Serge Moati d'après le roman de Georges-Emmanuel Clancier : Marceline Parrot
- 1974 : La Passagère, d'Abder Isker : Yvonne David
- 1974 : Chéri-Bibi, de Jean Pignol : Reine, la Gouvernante de la Marquise
- 1974 : Les Cinq Dernières Minutes, de Claude Loursais, épisode Rouges sont les vendanges
- 1975 : Les Enquêtes du commissaire Maigret, série télévisée de Jean Kerchbron, épisode Maigret a peur
- 1976 : François le Champi, adaptation télévisée du roman éponyme de George Sand, par Lazare Iglesis : la mère Blanchet
- 1977 : Recherche dans l'intérêt des familles de Philippe Arnal
- 1984 : L'Agenda, téléfilm de Geneviève Bastid, Michèle Gard et Patrick Volson: Agathe

## Publications
- 1936 : Liberté, liberté chérie — Jeu de massacre en cinq parties., par Muse Dalbray et Raymond Destac (éditions Imprimerie Nouvelle), pièce écrite en 1933, publiée en 1936, voir sur Gallica
- 1945 : En attendant la liberté, avec Tristan Sévère, (La Fenêtre ouverte)
- 1947 : Que la route est jolie, pièce de théâtre en trois actes
- 1947 : Culottes courtes et philosophie, avec Tristan Sévère, préface de Jules Romains (éditeur J. Oliven)
- 1951 : Votre meilleur atout, la parole, avec Tristan Sévère, préface de Pierre Fresnay
- 1964 : La Tragédie de l'absence, pièce de théâtre en un acte
- 1981 : Nous n'irons plus au feu de bois, Paris, Éditions Saint-Germain-des-Prés, 1981, 110 p. (ISBN 978-2-243-01661-1 et 2-243-01661-3)
- 1982 : Cueille la rose -- et prends garde aux épines, Paris, Éds. Saint-Germain-des-Prés, 1982, 45 p. (ISBN 978-2-243-01746-5 et 2-243-01746-6)
- 1984 : 12 Prières impertinentes (Le Cherche midi éditeur)
- 1986 : Si Peau d'ane m'était conté : théâtre, Paris, Les Cinq diamants, 1986, 78 p. (ISBN 978-2-86790-024-2 et 2-86790-024-7)
- 1992 : Si j'avais su le jour et l'heure, Paris, Éd. Saint-Germain-des-Prés, 1992, 110 p. (ISBN 978-2-243-03313-7 et 2-243-03313-5)

## Enregistrements sonores
1960 : Hans le petit soldat / Conte folklorique dialogué par Muse Dalbray / François Périer (Hans), Nadine Alari (Berthilde), Muse Dalbray (Gretzel), Tristan Sévère (Le roi) / Collection : Contes du monde entier, Allemagne.
1960 : Extraits de Histoires comme ça, de Rudyard Kipling :
- L'Enfant d'éléphant, adaptation et dialogues, récitant
- Le chat qui s'en va tout seul, adaptations et dialogues, récitant
- Le papillon qui tapait du pied, adaptations et dialogues, récitant

1961 : L'Odyssée / Homère / Adaptation et dialogues de Muse Dalbray ; Musique et orchestre : Pierre Guillermin ; François Périer, Nadine Alari, Raymond Destac (Tristan Sévère), Bernard Dhéran. /  Pathé (livre-disque) 